# 荷兰铁路博物馆
荷兰铁路博物馆，位于乌特勒支省首府乌特勒支，是荷兰的国家铁路博物馆。

## 历史
荷兰铁路博物馆成立于1927年，最初只是位于乌特勒支的荷兰铁路公司办公楼内，藏品大多数是图片、文件和一些小物件。20世纪30年代开始，逐渐保存一些重要历史意义的藏品，部分藏品在第二次世界大战中丢失。部分藏品则转移到阿姆斯特丹国家博物馆保管。二战胜利后，该部分藏品转移回到乌特勒支，Maliebaan station是新选定的存放藏品大楼，它曾在1939年关闭，后重新规划翻新，直至1954年博物馆重新开业，新址相对于旧址，布展空间更大，更多铁路相关的藏品也陆续收录进来。直到2003年，一列蒸汽机车仍是该博物馆的特别藏品。

## 穿梭列车
作为2005年6月翻新的成果，该博物馆开通了乌特勒支中央车站到Maliebaan station的穿梭列车，这也是66年来该大楼作为火车站重新开放。每逢周二到周日（节假日也包括周一），每小时都会有班次穿梭于两地。

## 画廊

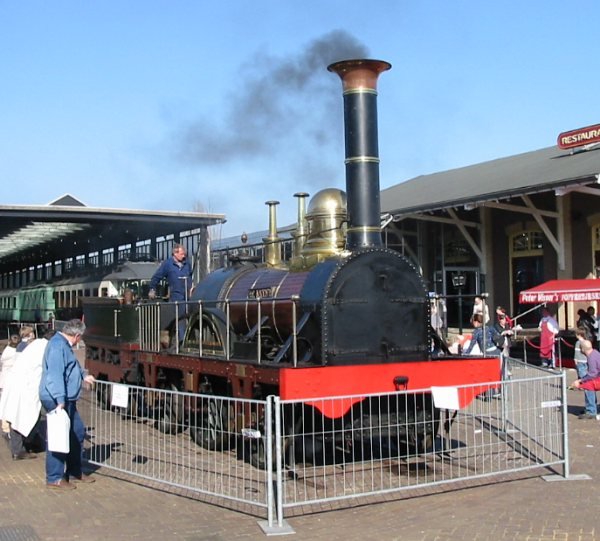
蒸汽火车De Arend ("老鹰号")复制品，荷兰第一辆火车, 1839年制造
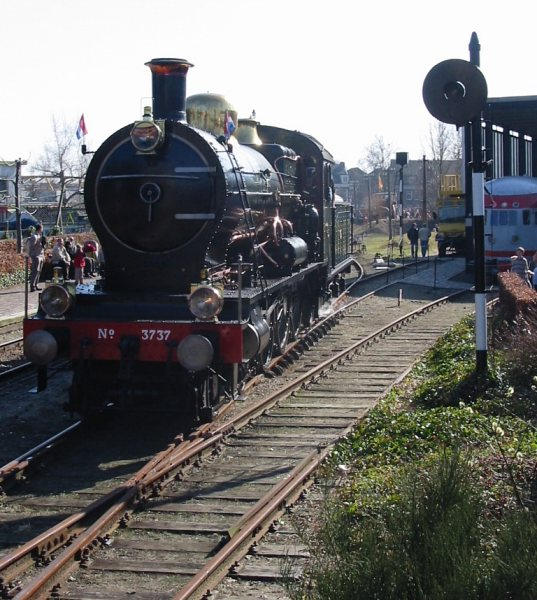
Locomotive NS 3737, 最后一辆服务于荷兰铁路的蒸汽火车, 1958年退休
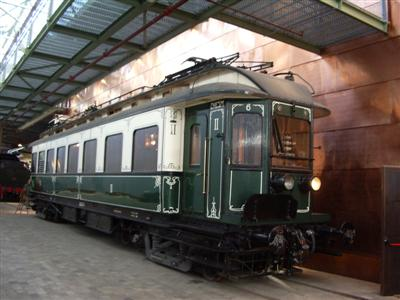
荷兰最老的电力机车, ZHESM motorcar mBC 6, 1908年制造
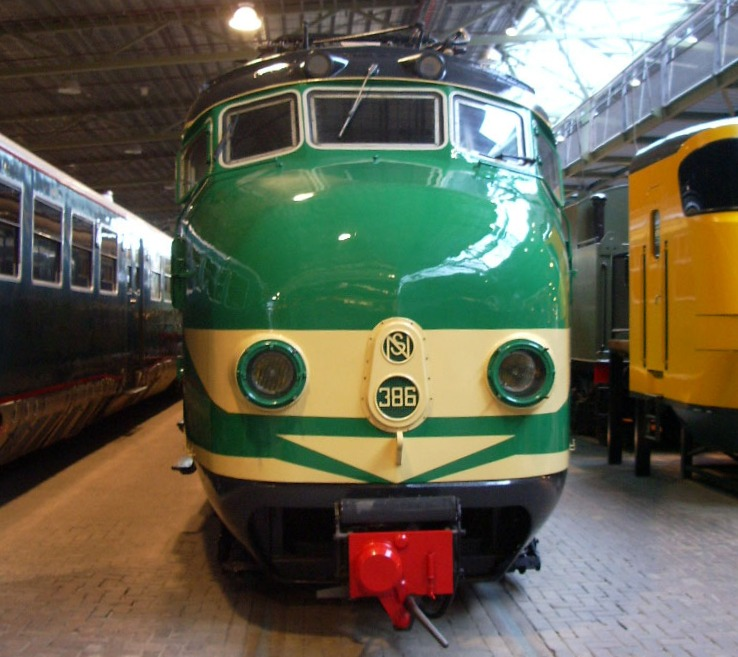
火车 "Mat '54", nr. 386